# Euphorbia dulcis
L'euforbia bitorzoluta (Euphorbia dulcis L., 1753) è una pianta erbacea, appartenente alla famiglia delle Euforbiacee.

## Descrizione

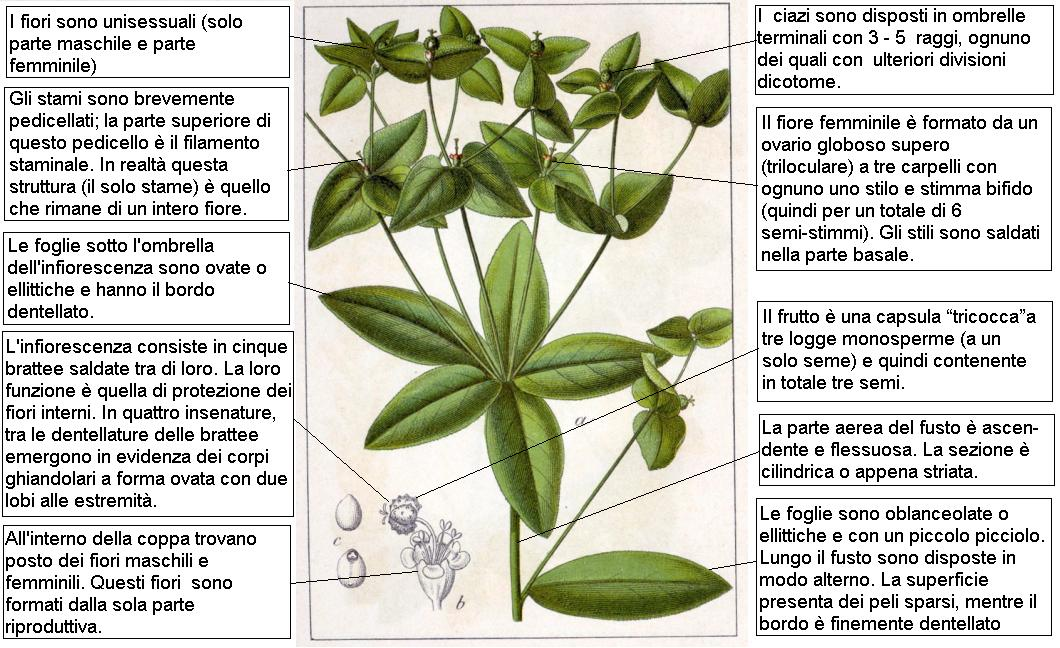
Descrizione delle parti della pianta

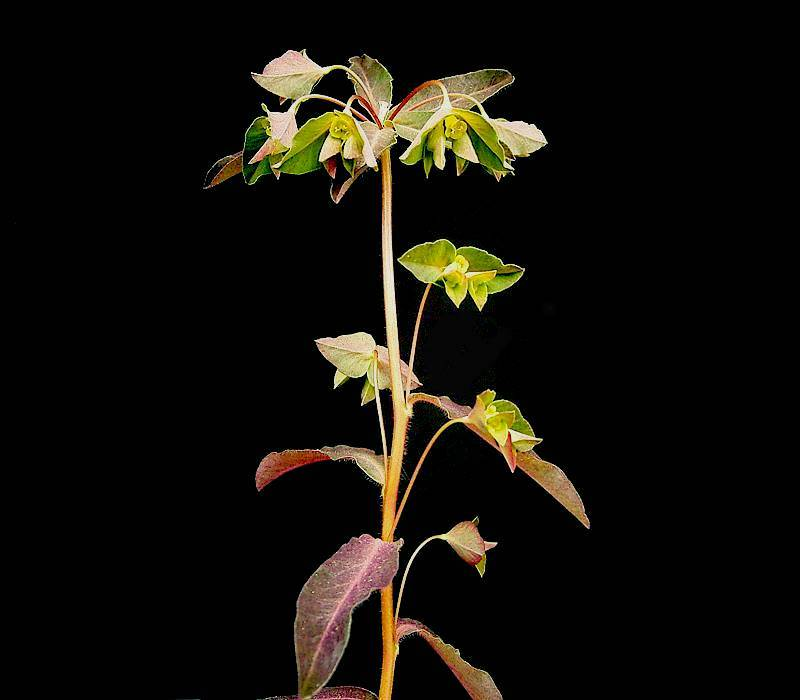
Il portamento

Sono piante erbacee (possono essere legnose sola alla base), perenni e mediamente pelose. L'altezza può oscillare tra 2 – 6 dm. La forma biologica è geofita rizomatosa (G rhiz), ossia sono piante che portano le gemme in posizione sotterranea. Durante la stagione avversa non presentano organi aerei e le gemme si trovano in organi chiamati rizomi, un fusto sotterraneo dal quale, ogni anno, si dipartono nuove radici e nuovi fusti aerei. 

### Radici
Radici secondarie da rizoma.

### Fusto
- Parte ipogea: la parte sotterranea consiste in un rizoma orizzontale con diversi nodi di accrescimento.
- Parte epigea: la parte aerea del fusto è ascendente e flessuosa. La sezione è cilindrica o appena striata. Sono presenti inoltre dei fusti “minori” semplici (o raramente ramosi).

### Foglie
Le foglie sono oblanceolate o ellittiche e con un piccolo picciolo. Lungo il fusto sono disposte in modo alterno. La superficie presenta dei peli sparsi, mentre il bordo è finemente dentellato (solamente nella metà apicale). Le foglie sotto l'ombrella dell'infiorescenza sono ovate o ellittiche e hanno il bordo dentellato. Dimensione delle foglie cauline: larghezza 1 – 2 cm; lunghezza 2 – 4 cm. Dimensione delle foglie dell'ombrella: larghezza 12 – 18 mm; lunghezza 20 – 23 mm.

### Infiorescenza

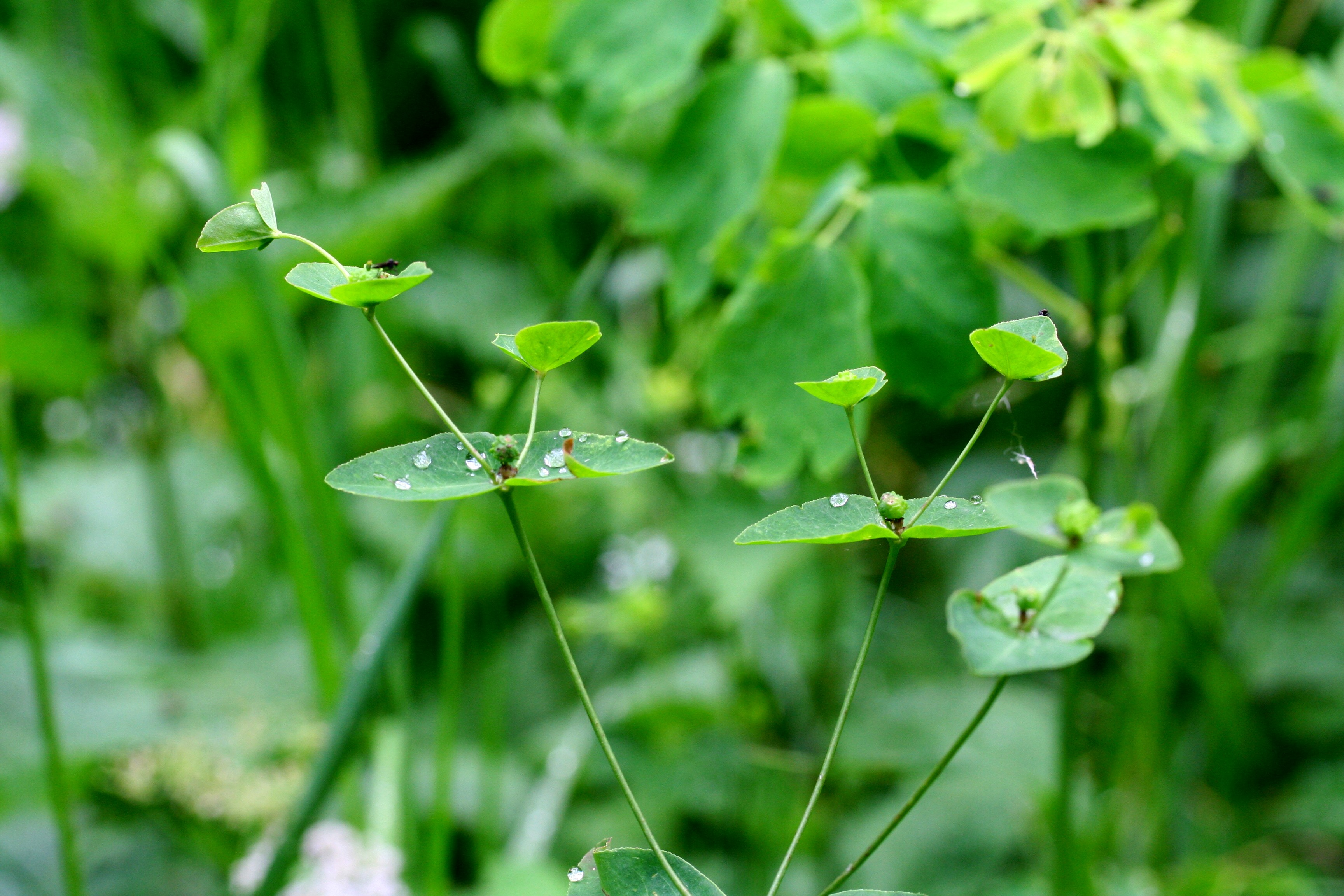
L'infiorescenza
Località : "Giardino Botanico delle Alpi Orientali", Monte Faverghera (BL), 1500 m s.l.m. - 23/06/2007

L'infiorescenza delle “euforbie” e quindi di questa pianta è diversa da quella delle altre Angiosperme e si chiama ciazio (= coppa da spumante), chiamata anche “pseudanzio”. Consiste in cinque brattee glabre saldate tra di loro. La loro funzione è quella di protezione dei fiori interni : per questo motivo una tale struttura viene spesso chiamata involucro similmente all'involucro delle Asteraceae.  Queste brattee è quello che rimane del perianzio dei fiori maschili. In quattro insenature, tra le dentellature delle cinque brattee, emergono in evidenza dei corpi ghiandolari (generalmente quattro – il quinto a volte è mancante) a forma ovata con due lobi alle estremità; sono colorati di giallo (alla fioritura sono purpurei e alla fine anneriscono del tutto) e contengono delle sostanze nettarifere per attirare gli insetti pronubi. 

All'interno della coppa trovano posto dei fiori maschili e femminili. In realtà i fiori maschili sono diversi (fino a 5 e più) ma ridotti al solo stame. Mentre la parte femminile è rappresentata da un unico fiore centrale con una forma simile ad un calice lungamente pedicellato fino ad essere incurvato durante la fruttificazione; anche questo fiore è ridotto, cioè privo degli altri verticilli fiorali (calice, corolla e androceo) rimanendo solo il gineceo.

I ciazi sono disposti in ombrelle terminali, di tipo “pleiocasio” o “cima multipara” ossia a più di due raggi, in questo caso i raggi sono 3 - 5 ognuno dei quali con ulteriori divisioni dicotome, ossia con due ciazi terminali (= infiorescenza “dicasiale”). Può essere presente anche una seconda divisione “dicasiale”. Alla base dell'ombrella sono presenti delle foglie (spesso in numero uguale ai raggi). Mentre a protezione dei ciazi sono presenti due larghe brattee triangolari, sessili e libere (non sono saldate alla base). Queste brattee hanno il bordo dentellato come le foglie caulinari, mentre la base presenta un angolo di circa 170°.

Questa unione di fiori unisessuati può facilmente essere scambiata per un singolo fiore ermafrodita; in effetti questa disposizione in rapporto agli insetti impollinatori differisce molto poco dai normali fiori ermafroditi della altre Angiosperme.. Dimensione delle brattee triangolari : larghezza 15 mm; lunghezza 13 mm.

### Fiore

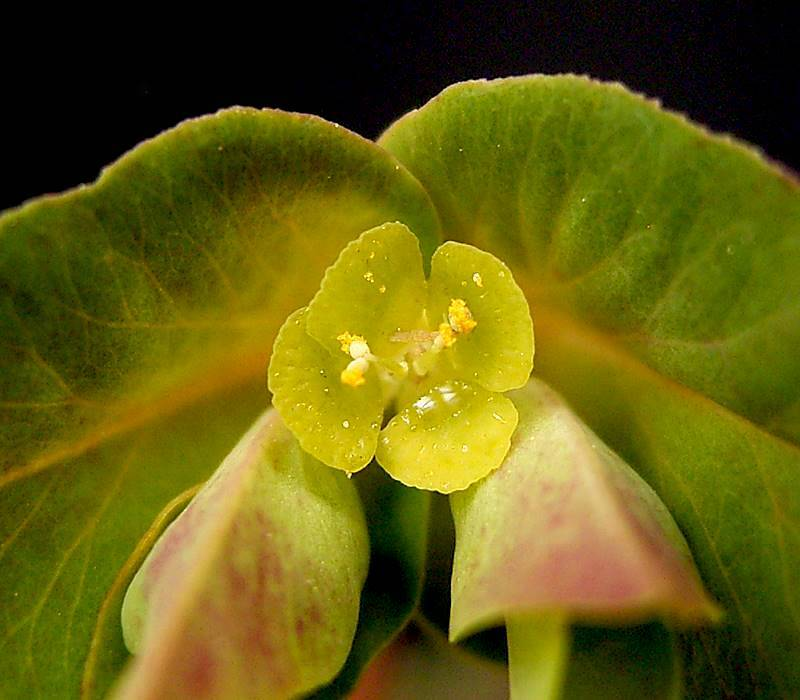
Il ciazio

I fiori sono unisessuali (solo parte maschile e parte femminile) e monoici, ridotti all'essenziale (sono presenti solo gli organi strettamente riproduttori – quindi il perianzio è assente). Diametro del fiore 10 – 20 mm.
- Formula fiorale:

A 1, G (3)  (supero)
- Androceo (o fiore maschile): gli stami sono brevemente pedicellati; la parte superiore di questo pedicello è il filamento staminale: in effetti una strozzatura divide il pedicello dal filamento staminale. In realtà questa struttura (il solo stame) è quello che rimane di un intero fiore.
- Gineceo (o fiore femminile) : il fiore femminile è formato da un ovario globoso supero  (triloculare) a tre carpelli con ognuno uno stilo e stimma bifido (quindi per un totale di 6 semi-stimmi). Gli stili sono saldati nella parte basale.
- Fioritura: da aprile a giugno.
- Impollinazione: tramite insetti.

### Frutti

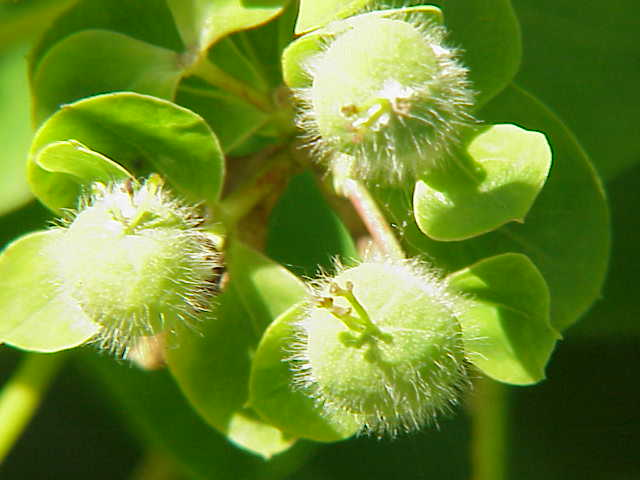
I frutti

Il frutto è una capsula “tricocca”a tre logge monosperme (a un solo seme) e quindi contenente in totale tre semi. La forma dei semi invece è ovoidale e “caruncolata” (con protuberanze). Queste protuberanze emergenti derivano direttamente dall'ovulo nel quale inizialmente erano delle escrescenze del tessuto della placenta utilizzate durante la fecondazione da parte del polline. La disseminazione avviene per esplosione della capsula . La superficie delle capsula è glabra (oppure pelosa) ma con le pareti sparse irregolarmente di verruche. L'endosperma è abbondante e i cotiledoni sono grandi. Dimensioni della capsula : 3 mm. Dimensioni delle verruche : 0,3 mm.

## Distribuzione e habitat
- Geoelemento: il tipo corologico (area di origine) è Centro - Europeo.
- Diffusione: in Italia questa pianta è diffusa al nord e al centro. Sulle Alpi è ovunque presente. Sui rilievi e nelle pianure europee è altrettanto comune (escluse le Alpi Dinariche e i Monti Balcani).
- Habitat: l'habitat tipico sono i boschi mesofili di latifoglie (querceti, carpineti, castagneti, betuleti e faggete); ma anche siepi e prati concimati e umidi. Il substrato preferito è sia calcareo che calcareo-siliceo con pH basico, medi valori nutrizionali del terreno che deve essere mediamente umido.
- Diffusione altitudinale: sui rilievi queste piante si possono trovare fino a 1800 m s.l.m.; frequentano quindi i seguenti piani vegetazionali : collinare, montano e in parte subalpino.

## Fitosociologia
Dal punto di vista fitosociologico la specie di questa scheda appartiene alla seguente comunità vegetale:
Formazione : delle comunità forestali
Classe : Carpino-Fagetea

## Tassonomia
La famiglia di appartenenza dell'“Euforbia bitorzoluta” (Euphorbiaceae) è un gruppo vegetale abbastanza numerosa, organizzato in 303 generi per un totale di circa 6700 specie.
 Il genere di appartenenza (Euphorbia) è molto numeroso e comprende circa 2100 specie, diffuse soprattutto nelle regioni tropicali e subtropicali dell'Africa e dell'America, ma anche nelle zone temperate di tutto il mondo. Una ottantina di queste specie sono proprie della flora italiana.
 
Il genere delle "Euphorbie" essendo molto numeroso viene suddiviso in diversi sottogeneri. La pianta di questa scheda appartiene al sottogenere Anisophyllum, caratterizzato dall'avere le appendici dell'involucro a coppa di tipo petaloideo ossia colorate come i petali e capaci di secernere del nettare.

### Variabilità
Nell'elenco che segue sono indicate alcune varietà e sottospecie (l'elenco può non essere completo e alcuni nominativi sono considerati da altri autori dei sinonimi della specie principale o anche di altre specie):
- Euphorbia dulcis L. fo. lanuginosa (Peterm.) Oudejans (1992)
- Euphorbia dulcis L. proles deseglisei (Boreau) Rouy (1910) (sinonimo = E. deseglisei)
- Euphorbia dulcis L. subsp. angulata (Jacq.) Bonnier & Layens (1894) (sinonimo = E. angulata)
- Euphorbia dulcis L. subsp. angulata (Jacq.) Rouy (1910)
- Euphorbia dulcis L. subsp. dulcis : le capsule di questa sottospecie sono fittamente pelose. La diffusione è relativa alle Prealpi Venete e Trentino ed è considerata rara.
- Euphorbia dulcis L. subsp. incompta (Cesati) Nyman (1890)
- Euphorbia dulcis L. subsp. purpurata (Thuill.) Rothm. (1963) : è la sottospecie più comune; le capsule a maturità sono glabre.
- Euphorbia dulcis L. var. chloradenia Boiss. (1862)
- Euphorbia dulcis L. var. deseglisei (Boreau) P. Fourn. (1936) (sinonimo = E. deseglisei)
- Euphorbia dulcis L. var. lanuginosa Peterm. (1846)
- Euphorbia dulcis L. var. purpurata

### Sinonimi
La specie di questa scheda ha avuto nel tempo diverse nomenclature. L'elenco che segue indica alcuni tra i sinonimi più frequenti:
- Esula dulcis (L.) Haw. (1812)
- Euphorbia alpigena A. Kerner (1866) (sinonimo della subsp. incompta)
- Euphorbia cordata Schrank (1789)
- Euphorbia fallax Hagenbach (1821)
- Euphorbia flavopurpurea Willk.
- Euphorbia incompta Cesati (1838) (sinonimo della subsp. incompta)
- Euphorbia nodosa Kit. ex Nelreich (1865)
- Euphorbia patens Kit. in Kanitz (1863)
- Euphorbia purpurata Thuill. (1799) (sinonimo della subsp. incompta)
- Euphorbia solisequa Reichenb. (1832)
- Euphorbia viridiflora Waldst. & Kit. (1812)
- Tithymalus dulcis (L.) Scop. (1771)
- Tithymalus dulcis (L.) Scop. subsp. purpuratus (Thuill.) Holub (1973)  (sinonimo della subsp. incompta)

### Specie simili
- Euphorbia angulata Jacq. - Euforbia angolosa : si distingue per i fusti che sono più angolosi e striati; gli stami del ciazio sono allungati; il frutto è più verrucoso. La diffusione è più limitata alle sole Alpi Centrali e orientali.

## Usi
- Sostanze presenti:  tutta la pianta contiene un lattice biancastro, amaro e appiccicoso, ma tossico e irritante anche al semplice contatto con la pelle.